# Poekilocerus
Poekilocerus is een geslacht van rechtvleugeligen uit de familie Pyrgomorphidae. De wetenschappelijke naam van dit geslacht is voor het eerst geldig gepubliceerd in 1831 door Jean Guillaume Audinet Serville.

## Soorten
Het geslacht Poekilocerus omvat de volgende soorten:
- Poekilocerus arabicus Uvarov, 1922
- Poekilocerus bufonius Klug, 1832
- Poekilocerus calotropidis Karsch, 1888
- Poekilocerus pictus Fabricius, 1775